# اتحاد كازاخستان لكرة القدم
تأسس اتحاد كازاخستان لكرة القدم (بالكازاخية: Қазақстанның Футбол Федерациясы) في عام 1914م، وانضم إلى الإتحاد الدولي لكرة القدم في 1994م، وانضم إلى الاتحاد الأوروبي لكرة القدم في 2002م.

## الشعارات